# Nannasgade
Nannasgade er en gade på Ydre Nørrebro og en del af Mimersgadekvarteret. Den starter ved Rådmandsgades Skole, og fortsætter ca. ½ km mod nordvest, langs Mimersgade, før gaden ender i Hamletsgade. Nannasgade er forholdsvis stille og præget af ældre beboelse i etagebyggeri, samt den funktionelle BaNanna Park.

## BaNanna Park
BaNanna Park blev indviet i maj 2010 som en del af Områdefornyelsen Mimersgadekvarteret. Parken er blevet renoveret til en mere funktionel park efter ønsker fra de lokale brugere, naboer, skoler og institutioner. Projektet er et bærende element i Kvarterplanen og en del af en større udvikling af Nørrebro til en grøn bydel. Arealet udgør i alt 5000 m2 og ejes af Københavns Kommune. Arealet er en del af den karré, der udgøres af Nannasgade, Vølundsgade, Rådmandsgade og Tagensvej med bygninger på tre sider og åbning mod Nannasgade. Institutionen ”Rumraketten” grænser op til parken og med legeområde på en mindre del af parkarealet.
Parken indbyder til både leg og fysisk aktivitet, idet den rummer en græsplæne med fodboldmål, basketkurve, bordtennisbord. Der er desuden etableret to store bananformede volde i ca. 1.5 meters højde, den ene etableres i græs og den anden i gul gummibelægning. Ud mod Nannasgade er der rejst en stor klatreportal, hvor blandt andet Nørrebros Klatreklub holder til.

## Holger Petersen
Den person, som Nannasgade skylder sin identitet, er den politiske og entreprenante tekstilfabrikant Holger Petersen. Han samlede sine virksomheder ude på det Ydre Nørrebro i 1880’erne. Han købte et stort areal på den daværende Rådmandsmark, hvor han opførte sine forskellige fabrikker samt arbejderboliger. Frem til midt i 1880’erne var der ikke andet end marker. Gaden blev først navngivet i 1904. Den er opkaldt efter Nanna, der er Balders kone i den nordiske mytoligi.
Holger Petersens Tekstilfabrik hedder i dag HP Coats, og ligger endnu på adressen Nannasgade 28. Dele af bygningskomplekset er blevet fredet, bl.a. den flotte borgagtige mur mod Hamletsgade.

## Kingos Kirke
Det var bl.a. også Holger Petersen, der gav grunden og tårnet til Kingos Kirke, der ligger på hjørnet af Nannasgade og Bragesgade. Kirken er fra 1910, i middelalderstil og tegnet af arkitekten Kristian Warming. Kirken har et særpræget alterbillede, der forestiller Jesus med barnet på armen på en baggrund bestående af Nørrebros huse og skorstene.
Kirken er opkaldt efter salmedigter og biskop Thomas Kingo, hvis våbenskjold findes i kirkens dåbsfad. Ud over dette har Kingo ikke nogen tilknytning til området.
- Nr. 5: Her lå Arbejdernes Fællesbageri, grundlagt i 1886 på initiativ af københavnske fagforeninger, flyttede i 1887 til Nannasgade. En aflægger kom i 1899, nemlig Arbejdernes Kødforsyning på Nørrebrogade/Jagtvej. Den 40 meter høje kornsilo stod færdig i 1948. Der var 295 arbejdere i 1959. Revet ned i 1985.
- Nr. 11: Der er et meget fint kvindehoved af granit over indgangsdøren. Hun er en del af en sjældent moderne udsmykning, da det meste pynt ellers plejer at være inspireret af antikken med søjler, løvehoveder og blomsterranker som man også kunne finde i gammel græsk og romersk arkitektur.
- Nr. 15-17: Har skønvirke-træk, der måske endda kunne have været blevet inspireret af en studietur til Centraleuropa.
- Nr. 26 har en flot varm rødmalet gavl som giver en stærk kontrast til grønne træer og blå himmel. Bemærk hvordan den funktionalistiske murstensbyggeri mod Hamletgade/Mimersgade trapper ned i højden og indretter sig efter Kingos kirken.

## Psykiatrisk behandling
- Nr. 28: Her findes blandt andet et Distriktpsykiatrisk Center, Opus for unge med debuterende psykosesymptomer [3] og CapOpus, et forsknings og behandlingsprojekt for unge med psykosesymptomer, som ønsker at overveje omfang, at ændre eller stoppe deres forbrug af hash[4].

## Arbejdernes Fællesbageri
På Nørrebro startede mange mindre kooperative virksomheder op i 1880'erne. En af de mere solide var Arbejdernes Fællesbageri eller Rutana, der fra 1887 holdt til i den helt nyoprettede Nannasgade. Bageriet blev startet af arbejderbevægelsen med det formål at skaffe arbejderne billigt og sundt brød. Med tiden blev fællesbageriet kendt viden om, det var tydeligt i gadebilledet med et ”rugbrødstårn” (en markant kornsilo, der blev sprængt 1985) og egen mølle.
L.C. Glad & Co. Olieraffinaderi importerede russisk råolie og raffinerede det til maskinolie. I 1901 flyttede virksomheden til en ny fabrik i Nannasgade. Fabrikken i Nannasgade nedbrændte i 1980, hvorefter virksomheden flyttede til Vallensbæk, hvor den stadig ligger i dag. Det nedsivende olie har forurenet grunden, så det blev besluttet at kapsle forureningen ned og plante græs på. På den tidligere fabriksgrund er der derfor i dag boldbaner, den såkaldte Banannapark.
Nannasgade blev landskendt i oktober 1981, da en gruppe unge – den såkaldte ”Initivgruppe” – startede et ungdomshus i Arbejdernes Fællesbageris nedlagte brødfabrik, også kendt som Rutana. Bygningen blev ryddet af politiet efter kort tid, og de unge barrikaderede sig i stedet i den såkaldte gummifabrik i Heimdalsgade, se Schiønning & Arvé. Igen i april 1983 besattes Rutana og bz’erne sendte piratradio fra tårnet.
Ud over Kingos Kirke, der som folkekirke er automatisk fredet, er der seks bygninger i Nannasgade, der er tildelt høj bevaringsværdi. Det gælder hovedparten af hjørneejendommene.
Hjørnet af Nannasgade 21/Baldersgade 49 er ganske særpræget. Alle tre bygninger i krydset har afrundede hjørner i stedet for et lige afskåret knæk, men dette hjørne har en karnap, der runder stærkt, mere end 180 grader. Taget er et smalt rundt spir båret af flotte murstensmønstre – ganske eventyrligt.
I Nannasgade finder man bl.a. i nr 13 sekretariatet for Områdefornyelsen i Mimersgadekvarteret, som også har sat skilte op, der fortæller om mytologien bag gadens navn.
Nannasgade er den eneste gade med det navn i Danmark.